# Manamadurai
Manamadurai (en tamil: மானாமதுரை ) es una localidad de la India en el distrito de Sivagangai, estado de Tamil Nadu.

## Geografía
Se encuentra a una altitud de 69 m s. n. m. a 537 km de la capital estatal, Chennai, en la zona horaria UTC +5:30.

## Demografía
Según estimación 2010 contaba con una población de 28 842 habitantes.